# Золото партии
«Золото партии» — гипотетические золотовалютные фонды Коммунистической партии Советского Союза, якобы исчезнувшие в ходе распада СССР и по сей день не найденные.

## История появления мифа
Миф о «золоте партии» стал популярен в масс-медиа в начале 1990-х годов с подачи правительства Егора Гайдара, заказавшего расследование утечки капиталов за рубеж международному детективному агентству Kroll. Правительство Гайдара обвиняло деятелей КПСС и КГБ в несправедливой приватизации по ничтожным ценам, возлагая на них вину за то, что после распада СССР большинство жителей страны бедствовало.

### Контракт сKroll
В марте 1992 года правительство Б. Ельцина заключило контракт с Kroll Associates на отслеживание и обнаружение очень крупных денежных сумм, которые были вывезены из Советского Союза до августовского путча 1991 года. Первый вице-премьер Егор Гайдар выступил с заявлением: «В прошлом году была проведена широкомасштабная приватизация имущества номенклатурой и чиновниками для их личной выгоды». Гайдар назвал коммунистов и сотрудников КГБ преступниками и указал на необходимость «энергичных поисков» денежных потоков государственного капитала, практически бесконтрольно уходивших за границу до распада Советского Союза. 15 марта 1992 года правительство России заморозило перевод денег за границу через Внешэкономбанк, в котором были аккумулированы валютные счета бывших советских контрагентов, в том числе отдельных предприятий, которые из-за этого не смогли выплачивать выданные им кредиты и оплачивать текущие поставки. В апреле 1992 года Kroll Associates начала расследование под руководством Джозефа Серио, возглавлявшего филиал в Москве. В Москву выехал также Джозеф Розетти, заместитель председателя Kroll Associates. Сумма, уплаченная за первый этап работ, составила 900 тыс. долларов.
Kroll Associates установила, что до августовского путча 1991 года из Швейцарии в Нью-Йорк было переведено более 14 миллиардов долларов. Кроме того, Коммунистическая партия Советского Союза вместе с другими государственными учреждениями, такими как КГБ, вывели из страны более 40 миллиардов долларов деньгами. Активы Внешэкономбанка были заморожены на время расследования. Однако в обход ограничений на движение капитала было совершено множество транзакций, часто с британским Barclays Bank на Кипре, который действовал как центр отмывания денег для государственных чиновников из Санкт-Петербурга и Москвы. В частности, расследованием было установлено, что правительство Москвы во главе с реформатором Гавриилом Поповым, переняв бывшее здание СЭВ в Москве, начало сдавать его помещения в аренду западным фирмам и организациям, требуя платить долларами на кипрский счет в Barclay’s Bank.
«К маю 1992 года результатом усилий стало множество интересных деталей, но ничего определённого, что дало бы надежду в ближайшее время окупить издержки, — писал в воспоминаниях Е. Гайдар. — Быстро выявилась главная проблема, препятствовавшая успеху начатой работы: несмотря на поддержку президента и мои просьбы, Министерство безопасности крайне неохотно шло на сотрудничество. А чтобы из намеков и догадок получить доказательства, необходим был серьёзный анализ выявленных аномалий. И на его основе — серия уголовных дел, работа со свидетелями. Между тем крепло убеждение, что в руководстве правоохранительных органов кто-то умышленно тормозит эту работу. К маю 1992 года окончательно понял: сил у меня для того, чтобы заставить Министерство безопасности всерьез этим заниматься, не хватит. И тогда работа фирмы „Кролл“ — это просто бессмысленное разбазаривание государственных денег. С тяжелым сердцем принял решение не продлевать контракт». Затраты на контракт с Kroll Associates оцениваются в сумму от 900 тыс. до 1,5 млн долларов.

## Публикации
Первой публикацией на эту тему стала книга «Коррумпированная Россия» публициста Андрея Константинова. В ней автор приводит следующую схему поступления средств в своеобразную «чёрную кассу» партии на примере схемы, установленной в ходе прокурорской проверки партийной организации Ленрыбхолодфлота. В ходе проверки сотрудники прокуратуры установили, что из-за высоких заработков в ленинградском рыбохозяйстве была высокой и сумма взносов в партийную кассу. При этом у парторга имелись отлично сработанные двойные ведомости, и большая часть средств уходила в вышестоящие партийные инстанции, в том числе — в обком, а оттуда — в Москву. Сам инцидент был вскоре улажен при участии высокопоставленных партийных чиновников.
Вопросом «Золота партии» занимались множество общественных и политических деятелей, среди которых Юрий Батурин, Александр Бушков, Аркадий Ваксберг, Михаил Геллер, Борис Греков, Александр Гуров, Борис Кагарлицкий, Владимир Крючков, Леонид Млечин, Александр Невзоров, Геннадий Осипов, Николай Рыжков, Марина Салье, Виталий Третьяков, Юрий Щекочихин, Андрей Макаров и другие. К однозначному выводу относительно того, существовали ли партийные деньги вовсе и кому они достались, исследователи не пришли.

## Исследования
Карен Давиша работала над книгой 8 лет, изучая различные источники, включая архивы Штази, российскую инсайдерскую информацию, расследования журналистов в США, Британии, Германии, Финляндии, Франции, Италии, свидетельства западных официальных лиц, работавших в Москве. Часть материалов книги основана на исследованиях российских журналистов, когда пресса ещё была свободной. «Многие из них умерли за эти истории, их работы были вычищены из интернета и даже из российских библиотек, — указывала Давиша. — Но часть этой работы уцелела».

## В произведениях культуры
Ведущая тема в ряде художественных фильмов постсоветской эпохи:
- Чёрный квадрат (Россия, 1992)
- Золото партии (Украина, 1993)
- Личная жизнь королевы (Россия, 1993)
- Скорость падения (США, 1994)
- Бандитский Петербург. Фильм 4. Арестант

В литературе:
- Игорь Бунич. «Золото партии» (1992)
- Сергей Валяев. «Золото партии» (1993)
- Виктор Черняк. «Золото красных» (1993)
- Вячеслав Барковский, Андрей Измайлов. «Русский транзит. Russian gold» (1993)

В компьютерных играх:
- «Петька 007: Золото Партии» из серии «Петька»
- «Капитан Пронин: Один против всех»